# Captain Fantastic and the Brown Dirt Cowboy
Captain Fantastic and the Brown Dirt Cowboy è il dodicesimo album dell'artista britannico Elton John, pubblicato il 23 maggio 1975.
Per larga parte della critica, è un album fondamentale nella storia della musica: è stato per esempio inserito dalla rivista Rolling Stone nella sua lista dei 500 migliori album di tutti i tempi; sempre secondo la medesima rivista, si tratta di uno dei migliori album di Elton John. Per All Music Guide, si tratta del migliore degli album pubblicati dal pianista britannico dopo la distribuzione dell'LP Tumbleweed Connection, nel 1970.

## Descrizione
È un concept album di natura autobiografica, composto durante la traversata nell'Oceano Atlantico sulla nave S.S. France, proveniente dagli USA, ed è stato inciso, come il precedente Caribou, ai Caribou Studios, nel Colorado.
Brani e immagini (incluse nel libretto) descrivono gli anni giovanili di Elton John (il Capitano Fantastico) e Bernie Taupin (lo Sporco Cowboy Impolverato, con cui egli ironizza sulle sue origini contadine). In particolare Elton John e Bernie Taupin rievocano sensazioni, battaglie e sentimenti vissuti nel biennio 1967-1969 a Londra, mentre cercavano di affermarsi in campo musicale. I testi del paroliere-poeta rievocano l'ermeticità dei primi lavori del duo; l'album è quindi intriso di un certo senso concernente lo spazio e il tempo, tanto insolito quanto particolare.
È rimasta celebre la sensazionale ed enigmatica copertina illustrata da Alan Aldridge, così come il ricchissimo materiale extra dell'LP, apribile, con poster e booklet (illustrati anch'essi da Alan). Nel libretto dei testi c'era anche quello di Dogs of the Kitchen, un brano del quale non era stata composta la musica.
I brani musicalmente più significativi sono la title track Captain Fantastic and the Brown Dirt Cowboy, Tower of Babel, Better Off Dead e le epiche We All Fall in Love Sometimes/Curtains. 
Someone Saved My Life Tonight (Qualcuno mi ha salvato la vita stanotte), l'unico singolo estratto dall'album (numero 4 negli USA), è una storia semi - autobiografica e parla del disastroso fidanzamento tra Elton e una certa Linda Woodrow: nel 1969 John arrivò a tentare il suicidio lasciando aperto il gas e infilando la testa nel forno di casa; ma lasciò aperte anche le finestre e questo gesto farà in modo di procurargli soltanto uno svenimento da intossicazione. Quel "qualcuno" che ha salvato la vita alla rockstar si riferisce a Long John Baldry: proprio lui, una notte, convinse John a lasciar perdere il fidanzamento e a dedicarsi maggiormente alla carriera musicale. 
Questo singolo viene da taluni considerato come la traccia migliore dell'album: è stato, ad esempio, molto lodato dalla rivista Rolling Stone.
Captain Fantastic and the Brown Dirt Cowboy segna anche l'addio della classica Elton John Band, formata da Dee Murray (basso), Nigel Olsson (batteria) e Davey Johnstone (chitarra), oltre che dal percussionista Ray Cooper. In questo album essa è al suo massimo: nel successivo LP Rock of the Westies Olsson e Murray saranno rimpiazzati da altri musicisti e il sound degli album cambierà non poco.
In Gran Bretagna venne pubblicata una limited edition picture dell'LP; negli Stati Uniti, invece, ne venne stampata una rara versione in vinile marrone, corredata degli autografi di Elton e Bernie.
Nel 1995 è stata anche pubblicata la versione rimasterizzata dell'album in CD, contenente tre tracce bonus: la versione eltoniana di Lucy in the Sky with Diamonds, One Day at a Time (cover di un brano di John Lennon apparso nell'album Mind Games) e la numero 1 USA Philadelphia Freedom.
Nel 2006 Elton John ha distribuito un ideale seguito di Captain Fantastic, intitolato The Captain and the Kid.

## La copertina
La famosissima copertina del disco, metafora degli eccessi del mondo del rock, fu creata, come già detto, dal celebre disegnatore Alan Aldridge, mentre la direzione artistica venne affidata a David Larkham e a Bernie Taupin. Ecco cosa si dice a proposito di questa illustrazione:
"Molte delle canzoni in questo disco sono ispirate alla frustrazione e all'insicurezza, e più in generale alla sgradevolezza del music business. Elton e Bernie sembrano quindi molto forti e sicuri di sé sulla copertina, ma in realtà sono circondati da figure cupe, avide, inquietanti. Una metafora dei contenuti del disco".
Il personaggio principale di questa classic cover è Elton, il Capitano Fantastico, munito di stivaloni, mascherina e mantello. Porta in mano una rosa e cavalca un inquietante pianoforte, imprescindibile essenza della sua anima di musicista. All'estrema sinistra della copertina è raffigurato Bernie, chiuso dentro una nota musicale di vetro (simbolo del suo attaccamento al mondo rurale dal quale egli, lo Sporco Cowboy Impolverato, proveniva). Sulle sue gambe è raffigurata Maxine Feibelman (la prima moglie del paroliere) sotto forma di colomba. Nel disegno si possono notare anche John Reid (l'ex - manager di Elton), il produttore Dick James e i vari componenti della Elton John Band, sempre chiusi in note di vetro. Tutti i personaggi sono circondati da figure inquietanti, spaventose e sgradevoli, dai lineamenti assurdi e dalle fattezze spesso animalesche, ispirate alle produzioni di Max Ernst, Hieronymus Bosch e Salvador Dalí (nell'illustrazione è possibile individuare i famosi orologi del pittore spagnolo). 
I ricchi booklet presenti all'interno dell'LP, poi, descrivono in breve la vita di Elton, con tanto di immagini, storie a fumetti e rassegne stampa dei quotidiani dell'epoca; nel paginone centrale si possono individuare documenti d'identità, manoscritti vari, LP, occhiali, un copricapo e un cartoccio di fish'n'chips. Per questa illustrazione, Aldridge ottenne una nomination al Grammy.

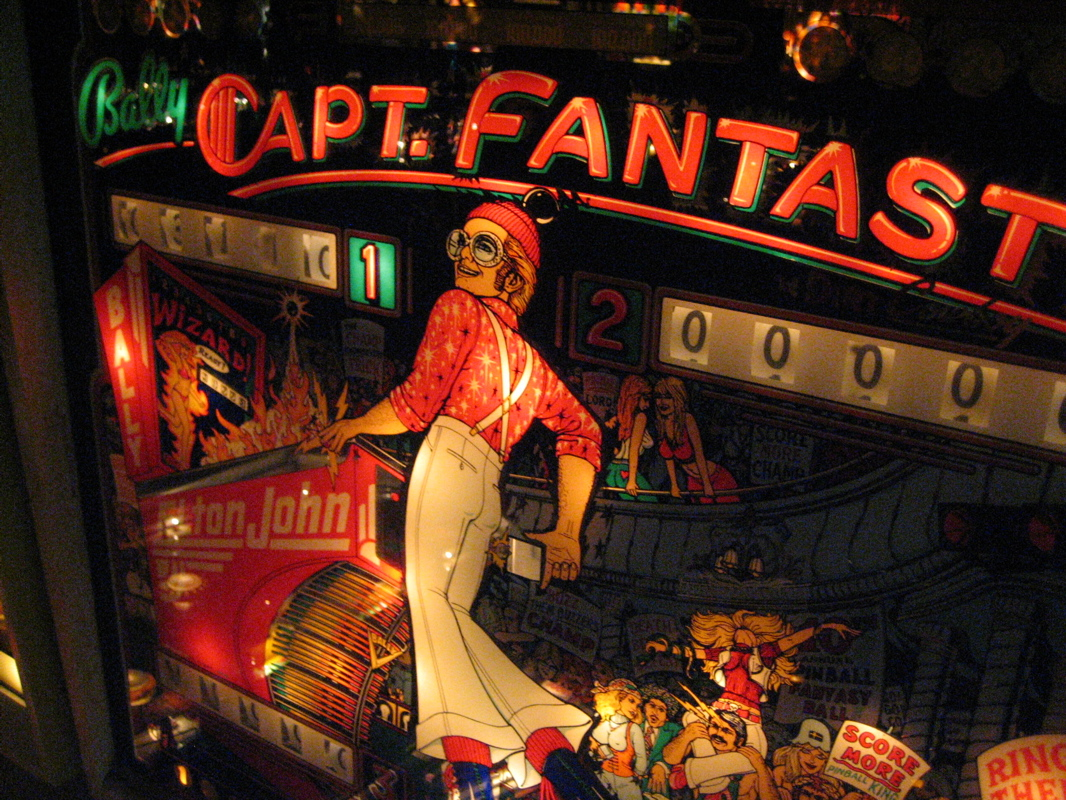
Flipper modello Bally Captain Fantastic

Un fatto poco noto riguarda l'origine di Captain Fantastic: al principio si pensò infatti di renderlo un film a cartoni animati. Ecco cosa riferisce Aldridge: "Abbiamo lavorato molto su quell'idea, ma senza vedere risultati. Lo spot di 30 secondi usato per la pubblicità televisiva doveva essere il preludio alla pellicola, ma è stato usato pochissimo e non ha avuto seguito. Alcune delle immagini che avevo preparato sono state usate nel flipper modello Bally Captain Fantastic. Ho ancora a casa la sceneggiatura, le illustrazioni e le bozze per il merchandise!".

## La Deluxe Edition del 2005
In occasione del 30º anniversario della pubblicazione di Captain Fantastic And The Brown Dirt Cowboy, è stata pubblicata una Deluxe Edition dell'album (settembre 2005), composta da due CD: nel primo, sono presenti tutte le tracce dell'LP originale, oltre alle tre tracce bonus presenti sulla versione rimasterizzata del 1995 e a House Of Cards, B - side di Someone Saved My Life Tonight.
Il secondo CD contiene la registrazione live dell'album, eseguita al concerto di Wembley del 21 giugno 1975: Captain Fantastic era infatti stato presentato in anteprima durante il Mid-Summer Festival al Wembley Stadium di Londra. La Elton John Band, principale attrazione del festival, con i nuovi musicisti Roger Pope (batteria) e Kenny Passarelli (basso) al posto di Nigel Olsson e Dee Murray, aveva provato per giorni ad Amsterdam (Paesi Bassi), in occasione dell'avvenimento specifico e del tour che ne sarebbe seguito; ma dopo ore passate assistendo ad esibizioni di altri artisti, il pubblico cominciava ad abbandonare gli spalti e accolse piuttosto freddamente il materiale inedito proposto.
Sempre nel 2005, Elton ha riproposto l'esecuzione integrale del disco (eccetto Tower of Babel e Writing) in alcuni concerti commemorativi a Boston (i brani di Captain Fantastic di questo concerto saranno trasmessi in radio dall'emittente radiofonica Capital Gold Radio), New York e ad Atlanta. Queste esibizioni live (tutte sold out) facevano parte del Peachtree Road Tour e sono state le più lunghe mai eseguite da Elton (duravano quasi tre ore e mezza).

## Il grande successo
Captain Fantastic And The Brown Dirt Cowboy ha battuto un record ritenuto insuperabile, essendo stato il primo album a raggiungere la prima posizione (e rimanendovi per 7 settimane) nelle classifiche USA nella stessa settimana di uscita. Nessuno vi era mai riuscito: l'LP, prima ancora di essere ascoltato, solo basandosi sulle prenotazioni, era già in vetta alla classifica. 
Anche in Canada rimase al primo posto per quattordici settimane, risultando poi il disco più venduto dell'anno, in Australia ha conseguito la prima posizione per cinque settimane e fu primo anche in Nuova Zelanda; nel Regno Unito ha raggiunto la seconda posizione, mentre in Italia si è classificato al 12º posto.
La rivista Rolling Stone l'ha infine inserito al 158º posto della sua lista dei 500 migliori album.

## Tracce
Tutti i brani, salvo dove indicato diversamente, sono di Elton John e Bernie Taupin
1. Captain Fantastic and The Brown Dirt Cowboy - 5:46
2. Tower of Babel - 4:28
3. Bitter Fingers - 4:34
4. Tell Me When The Whistle Blows - 4:20
5. Someone Saved My Life Tonight - 6:45
6. (Gotta Get A) Meal Ticket - 4:01
7. Better Off Dead - 2:37
8. Writing - 3:40
9. We All Fall In Love Sometimes - 4:11
10. Curtains - 6:40
11. Lucy in the Sky with Diamonds -  (John Lennon, Paul McCartney) – 6:18 (*)
12. One Day At a Time - (John Lennon) – 3:49 (*)
13. Philadelphia Freedom – 5:23 (*)

- (*) Brani non presenti nella versione originale sul LP 12" del 1975, inserite nella versione su CD-Audio del 1996.

### 30th Anniversary Deluxe Edition(2005)
CD 1
1. Captain Fantastic and The Brown Dirt Cowboy - 5:46
2. Tower of Babel - 4:28
3. Bitter Fingers - 4:34
4. Tell Me When The Whistle Blows - 4:20
5. Someone Saved My Life Tonight - 6:45
6. (Gotta Get A) Meal Ticket - 4:01
7. Better Off Dead - 2:37
8. Writing - 3:40
9. We all fall in Love sometimes - 4:11
10. Curtains - 6:40
11. Lucy In The Sky With Diamonds -  (John Lennon, Paul McCartney) – 6:18 (*)
12. One Day At a Time - (John Lennon) – 3:49 (*)
13. Philadelphia Freedom – 5:23 (*)
14. House of Cards – 3:12 (*)

- (*) Tracce non presenti nella versione originale sul LP 12" del 1975.

CD 2
1. Captain Fantastic and The Brown Dirt Cowboy - 7:02
2. Tower of Babel - 4:38
3. Bitter Fingers - 5:06
4. Tell Me When The Whistle Blows - 4:39
5. Someone Saved My Life Tonight - 7:17
6. (Gonna Get A) Meal Ticket - 7:19
7. Better Off Dead - 3:01
8. Writing - 5:30
9. We All Fall in Love Sometimes - 3:57
10. Curtains - 8:48
11. Pinball Wizard - (Pete Townshend) - 6:31
12. Saturday Night's Alright for Fighting - 7:40

- Registrato dal vivo al Midsummer Music, Wembley Stadium, il 21 giugno 1975.

## Le B - sides
| Brano            | Formato                                  |
| ---------------- | ---------------------------------------- |
| "House of Cards" | Someone Saved My Life Tonight 7" (US/UK) |

## Classifiche
Album
| Anno | Classifica                                                   | Posizione |
| ---- | ------------------------------------------------------------ | --------- |
| 1975 | UK Album Chart                                               | 2         |
| 1975 | US Billboard Pop Albums                                      | 1         |
| 1975 | Kent Music Report\|Australian Kent Music Report Albums Chart | 1         |
| 1975 | Canada                                                       | 1         |
| 1975 | Nuova Zelanda                                                | 1         |
| 1975 | Norvegia                                                     | 2         |
| 1975 | Austria                                                      | 7         |

Singoli
| Anno | Singolo                       | Classifica                 | Posizione |
| ---- | ----------------------------- | -------------------------- | --------- |
| 1975 | Lucy in the Sky with Diamonds | UK Singles Chart           | 10        |
| 1975 | Lucy in the Sky with Diamonds | US Billboard Pop Singles   | 1         |
| 1975 | Philadelphia Freedom          | UK Singles Chart           | 12        |
| 1975 | Philadelphia Freedom          | US Billboard Black Singles | 32        |
| 1975 | Philadelphia Freedom          | US Billboard Pop Singles   | 1         |
| 1975 | Someone Saved My Life Tonight | UK Singles Chart           | 22        |
| 1975 | Someone Saved My Life Tonight | Pop Singles                | 4         |

## Formazione
- Elton John - voce, pianoforte, Fender Rhodes, sintetizzatore, ARP, clavinet
- Ray Cooper - shaker, gong, quijada, congas, tamburello basco, cembalo, triangolo, bonghi
- David Hentschel - sintetizzatore, ARP
- Davey Johnstone - chitarra acustica, cori, chitarra elettrica, pianoforte, mandolino
- Dee Murray - basso, cori
- Nigel Olsson - batteria, cori